# Marissa van der Merwe
Pour les articles homonymes, voir Van der Merwe.
Marissa van der Merwe, née Stander le 30 août 1978 à Pretoria, est une coureuse cycliste sud-africaine. Elle a notamment été médaillée d'or de la course en ligne des championnats d'Afrique sur route en 2007.

## Palmarès

### Jeux olympiques
- Sydney 2000
  - 34e de la course en ligne

### Palmarès continental et national
- 2005
  -  Médaillée d'argent de la course en ligne des championnats d'Afrique
- 2006
  - 2e du championnat d'Afrique du Sud sur route
  -  Médaillée de bronze de la course en ligne des championnats d'Afrique
- 2007
  -  Championne d'Afrique sur route
  -  Médaillée d'argent de la course en ligne des Jeux africains
  - 2e du championnat d'Afrique du Sud sur route
  - 3e du championnat d'Afrique du Sud du contre-la-montre
- 2008
  -  Championne d'Afrique du Sud du contre-la-montre
  -  Médaillée d'argent de la course en ligne des championnats d'Afrique
  -  Médaillée d'argent du contre-la-montre des championnats d'Afrique
- 2009
  - 3e du championnat d'Afrique du Sud du contre-la-montre
- 2011
  -  Championne d'Afrique du Sud sur route